# Marguerite af Orléans
Prinsesse Marguerite af Orléans (25. januar 1869 – 31. januar 1940) var en fransk prinsesse, der var datter af Robert af Orléans, hertug af Chartres. Hun var en dobbelt oldedatter af kong Ludvig-Filip af Frankrig, og hun var søster til prinsesse Marie af Orléans (der var gift med den danske prins Valdemar).
Som helt ung var prinsesse Marguerite genstand for den senere kong Christian 10. af Danmarks første forelskede. I 1896 giftede hun sig med Marie-Armand-Patrice de Mac-Mahon, hertug af Magenta, søn af general (marskal fra 1859) og præsident (1873–1879) Patrice Mac-Mahon.